# Транзит для дьявола
«Транзит для дьявола» — российский телевизионный шестисерийный фильм режиссёра Владимира Плотникова, вышедший в 1999 году.

## Создание
При создании сериала был использован материал, изначально предназначавшийся для использования в фильмах «Захват» (1982), «Заряженные смертью» (1991), «Отряд "Д"» (1992) и «Твоя воля, Господи!» (1993), но не вошедший в них. Был переработан сценарий и отсняты дополнительные сцены. В итоге в фильме оказались задействованы шестеро актёров, которых на момент выхода фильма уже не было в живых (Георгий Юматов, Борис Новиков, Вадим Курков, Владимир Трещалов, Герман Качин и Муза Крепкогорская).
Сериал транслировался на телеканалах НТВ, РТР и ТВС.

## Сюжет
Для пресечения поставки крупнейшей партии героина Интерпол совместно с подразделением генерала ФСБ Степана Дорохова разрабатывают операцию под кодовым названием «Транзит для дьявола». Для получения информации в криминальные структуры внедряется оперативник ФСБ.

## В ролях
- Евгений Жариков — генерал ФСБ Степан Дорохов
- Анатолий Ведёнкин — Пётр Варшавский (озвучивание — Юрий Саранцев)
- Владимир Носик — Юрий Подземельцев
- Геннадий Орешкин — Йоханес Браун (до операции) (озвучивание — Рудольф Панков)
- Вадим Андреев — Вилли Бернгард
- Екатерина Дурова — Вера
- Улдис-Янис Вейспалс — Леон Файгер / Йоханес Браун (после операции) (озвучивание — Вадим Андреев)
- Лев Дуров — Юрий Алексеевич Каравайцев (озвучивание — Виктор Рождественский)
- Вадим Захарченко — «Казимир» (Владлен Павлович) (озвучивание — Артём Карапетян)
- Георгий Юматов — шкипер судна «Удачливый» Фёдор Михайлович Кузин (озвучивание — Виктор Рождественский)
- Владимир Антоник — Коршун
- Жанна Эппле — Лада Костюнец
- Александр Фатюшин — Веня Снегирёв
- Артем Карапетян — Сурен Ашотович Багдасарян
- Борис Новиков — Борис Кузьмич (озвучивание — Юрий Саранцев)
- Тамара Сёмина — Анна Ивановна Котова
- Владимир Плотников — «Лохматый»
- Вячеслав Баранов — Иван Рогожкин
- Вадим Курков — Виктор
- Александр Гарибян — командир корабля Александр Гарибян (озвучивание — Владимир Антоник)
- Владимир Пряничников — пилот вертолёта
- Екатерина Кмит — Марина
- Владимир Боговин — прокурор (озвучивание — Вячеслав Баранов)
- Александр Ульянов — кэп
- Владимир Абашев — капитан яхты
- Александр Ковальчук — командир спецназа (озвучивание — Юрий Саранцев)
- Леонид Мясников — врач (озвучивание — Владимир Антоник)
- Муза Крепкогорская — Кузина
- Артур Нищёнкин — Джек
- Герман Качин — Сергей
- Владимир Прокофьев — азиат (озвучивание — Юрий Саранцев)
- Энри Леонтьев — капитан сейнера
- Игорь Пушкарёв — старпом пограничного сторожевого катера № 132 (озвучивание — Вадим Андреев)
- Сергей Быстрицкий — Сивый
- Сергей Николаев — Гриня
- Зоя Василькова — медсестра
- Александр Кулямин — эпизод
- Антон Голышев — эпизод
- Тамара Совчи — эпизод
- Александр Каминский — эпизод
- Михаил Каминский — эпизод
- Лилия Ракчеева — эпизод
- Наталья Щербакова — эпизод
- Алексей Родионов — эпизод
- Елена Калинина — эпизод
- Максим Беляков — эпизод
- Александр Рахленко — эпизод
- Илья Лисицин — эпизод
- Игорь Наумов — эпизод
- Сергей Чистяков — эпизод
- Сергей Шульгин — эпизод
- Алексей Годунов — эпизод
- Юрий Богданов — эпизод
- Владимир Трещалов — эпизод